# UFC 2009 Undisputed
UFC 2009 Undisputed est un jeu vidéo d'arts martiaux mixtes (MMA) sous la licence de la ligue de combat UFC. Le jeu est développé par Yuke's Osaka et publié par THQ, Il est sorti aux États-Unis le 19 mai 2009, et en Europe le 22 mai 2009 uniquement sur Xbox 360 et PlayStation 3. Effectivement, il ne sortira pas sur d'autre plateforme car un nouveau moteur a été conçu spécialement pour ce jeu, dans le but de tirer parti au maximum des consoles "NextGen". C'est le premier jeux édité par THQ depuis leur accord avec l'UFC en 2007. Une démo jouable est sortie le 23 avril 2009 sur l'Xbox Live et la PlayStation Network, composée d'un combat entre Mauricio Rua et Chuck Liddell.

## Système de jeu

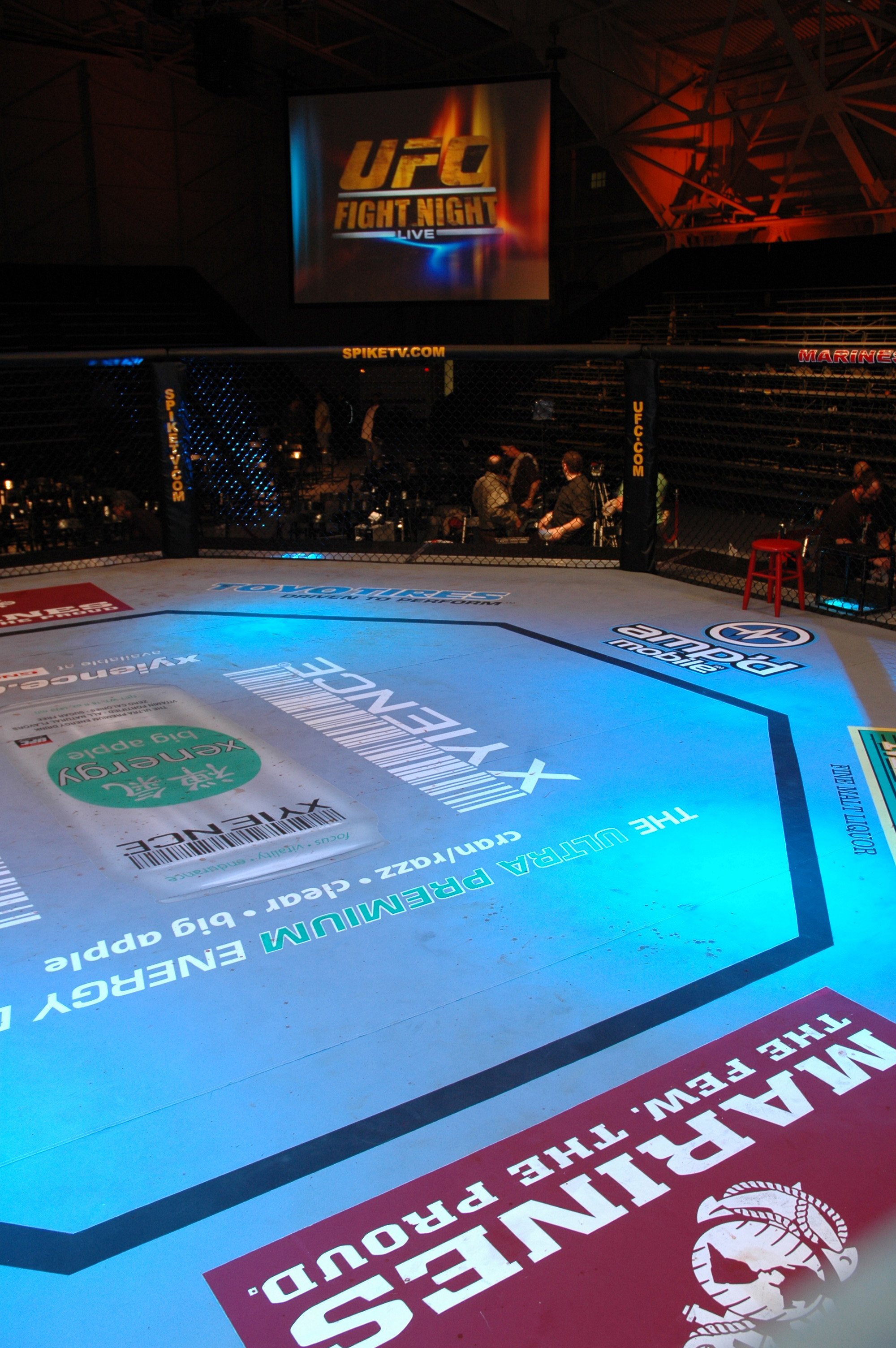
L'octogone, ring caractéristique de l'UFC

Le nouveau UFC est considéré comme étant très réaliste, la jauge de vie habituelle dans ce type de jeu a effectivement disparu, au profit d'une dégradation de l'état physique visible directement sur le corps du combattant grâce aux ecchymoses, blessures et autres déformations corporelle. De plus la gestion de l'endurance, visible grâce à l'essoufflement et à la transpiration du combattant (il sera également possible de l'afficher à l’écran, selon que l’on souhaite plus d’immersion ou de précision), est également prise en compte et de ce fait, diminuera la puissance des coups portés par ce dernier, ainsi que sa rapidité de mouvement au fur et à mesure qu'il se fatiguera pendant le combat.
Plus de 80 combattants de l'UFC sont disponibles dans le jeu, mais aussi les annonceurs Mike Goldberg et Joe Rogan, l'annonceur des combats Bruce Buffer, ainsi que les arbitres Mario Yamasaki, Herb Dean et Steve Mazzagatti entre autres.
Le jeu inclura six styles de combat majeurs dont la boxe, le muay thai et le kickboxing pour le combat debout, et le jiu-jitsu brésilien, le judo et la lutte pour le combat au sol. Chaque combattant possédera une affinité avec un de ces styles en combat debout et une autre en combat au sol.
Il est également possible de créer son propre combattant, de choisir son apparence physique ainsi que ses deux styles de combat. Il sera alors nécessaire de l'entraîner pour affiner ses techniques de combat à travers le mode carrière afin de pouvoir le mesurer aux différents champions de la discipline.
À la fois très technique et vraiment complet, ce titre de THQ s'est annoncé comme un jeu incontournable dans la série des simulations de sport de combat.

## Mode "Combats classiques"
Le jeu comporte aussi un mode « combats classiques » dans lequel il vous est demandé de recréer des combats de légende, et donc de les gagner de la même manière que lorsque le match a eu lieu dans la réalité. Chaque défi réussi fera gagner une courte vidéo des meilleurs moments du vrai combat.
Ces défis sont :
- Battre Stephan Bonnar avec Forrest Griffin par décision (Finale TUF 1) ;
- Battre Karo Parisyan avec Diego Sanchez par décision (UFC Fight Night 6) ;
- Battre Tito Ortiz avec Chuck Liddell par KO ou TKO au 3e round (UFC 66) ;
- Battre Chuck Liddell avec Rampage Jackson par KO ou TKO au 1er round (UFC 71) ;
- Battre Maurício Rua avec Forrest Griffin par étranglement arrière au 3e round (UFC 76) ;
- Battre Rich Franklin avec Anderson Silva par KO ou TKO au 2e round (UFC 77) ;
- Battre Wanderlei Silva avec Chuck Liddell par décision (UFC 79) ;
- Battre Matt Hughes avec Georges St. Pierre par clé de bras au 2e round (UFC 79) ;
- Battre Joe Stevenson avec B.J. Penn par étranglement arrière au 2e round (UFC 80) ;
- Battre Dan Henderson avec Anderson Silva par étranglement arrière au 2e round (UFC 82) ;
- Battre Matt Serra avec Georges St. Pierre par KO ou TKO au 2e round (UFC 83) ;
- Battre Sean Sherk avec B.J. Penn par KO ou TKO au 3e round (UFC 84).

## Liste des combattants

### Poids lourds
- Brock Lesnar
- Frank Mir
- Antônio Rodrigo Nogueira
- Cheick Kongo
- Andrei Arlovski
- Mirko Filipović
- Tim Sylvia
- Heath Herring
- Mark Coleman
- Gabriel Gonzaga
- Cain Velasquez
- Fabrício Werdum
- Antoni Hardonk
- Brandon Vera (LH)
- Eddie Sanchez
- Justin McCully

### Poids mi-lourds
- Rashad Evans
- Quinton Jackson
- Lyoto Machida
- Forrest Griffin
- Chuck Liddell
- Wanderlei Silva
- Keith Jardine
- Mauricio Rua
- Tito Ortiz
- Thiago Silva
- Stephan Bonnar
- James Irvin
- Houston Alexander
- Ryan Bader (DLC)
- Kazuhiro Nakamura
- Wilson Gouveia (MW)
- Tim Boetsch

### Poids moyens
- Anderson Silva (LH)
- Rich Franklin (LH)
- Dan Henderson (LH)
- Demian Maia
- Nate Marquardt
- Yushin Okami
- Evan Tanner
- Thales Leites
- Michael Bisping (LH)
- Chris Leben
- Martin Kampmann (WW)
- Kendall Grove
- Amir Sadollah (WW)
- Jason MacDonald
- Drew McFedries
- Ricardo Almeida

### Poids mi-moyens
- Georges St-Pierre
- Thiago Alves
- Josh Koscheck
- Marcus Davis
- Matt Hughes
- Karo Parisyan
- Diego Sanchez (LW)
- Matt Serra (LW)
- Jon Fitch
- Anthony Johnson
- Mike Swick (MW)
- Chris Lytle
- Josh Burkman
- Kyle Bradley
- Ben Saunders
- Matt Arroyo

### Poids légers
- B.J. Penn (WW)
- Sean Sherk (WW)
- Kenny Florian
- Joe Stevenson
- Roger Huerta
- Tyson Griffin
- Gray Maynard
- Mac Danzig
- Frank Edgar
- Thiago Tavares
- Rich Clementi
- Nathan Diaz
- Hermes Franca
- Spencer Fisher
- Joe Lauzon
- Efrain Escudero (DLC)
- Mark Bocek